# Oficina del Asesor Especial sobre la Prevención del Genocidio
La Oficina del Asesor Especial sobre la Prevención del Genocidio es una agencia especializada de la Organización de las Naciones Unidas. 

## Misión general
En 2004, la Organización de las Naciones Unidas funda la Oficina del Asesor Especial sobre la Prevención del Genocidio.

El Asesor Especial para la Prevención del Genocidio actúa como catalizador para propiciar la toma de conciencia sobre las causas y la dinámica del genocidio, alertar a los agentes pertinentes de la existencia de un riesgo de genocidio, y realizar actividades de promoción y movilización para que se puedan adoptar las medidas apropiadas.

El Asesor Especial sobre la responsabilidad de proteger se encarga de promover los aspectos conceptuales, políticos y operacionales de la responsabilidad de proteger.
En 2004, a raíz de la violencia genocida que había asolado Rwanda y los Balcanes, el Secretario General de las Naciones Unidas Kofi Annan nombró Asesor Especial a Juan Méndez para que tratara de colmar las lagunas del sistema internacional que permitían que se desencadenaran tales tragedias. En 2007, el Secretario General Ban Ki-moon nombró Asesor Especial a Francis M. Deng con categoría de Secretario General Adjunto y en régimen de dedicación exclusiva. Nombró asimismo a Edward Luck Asesor Especial encargado principalmente de la responsabilidad de proteger, con categoría de Subsecretario General y en régimen de tiempo parcial.
En una carta que dirigió en 2004 al Presidente del Consejo de Seguridad (S/2004/567) el Secretario General definió las siguientes responsabilidades del Asesor Especial para la Prevención del Genocidio:
- Reunirá la información que exista, en particular de fuentes del propio sistema de las Naciones Unidas, sobre infracciones graves y masivas de los derechos humanos y el derecho internacional humanitario que tengan origen étnico o racial y que, de no ser prevenidas o detenidas, podrían culminar en genocidio;
- Servirá de mecanismo de alerta temprana al Secretario General y, por su conducto, al Consejo de Seguridad, al señalar a su atención situaciones que podrían culminar en genocidio;
- Hará recomendaciones al Consejo de Seguridad, por conducto del Secretario General, sobre medidas para prevenir o detener el genocidio; y
- Hará de enlace con el sistema de las Naciones Unidas respecto de actividades para prevenir el genocidio y tratará de aumentar la capacidad de las Naciones Unidas para analizar y manejar información relativa al genocidio o a crímenes conexos.

Oficina del Asesor Especial sobre la Prevención del Genocidio

## Asesores Especiales para la Prevención del Genocidio
| Alice Wairimu Nderitu                                                                           | Kenia     | 2020 - actualidad                         |
| Adama Dieng                                                                                     | Senegal   | 17 de julio de 2012 - 2020                |
| Francis Deng                                                                                    | Sudán     | 1 de agosto de 2007 - 31 de julio de 2012 |
| Juan Méndez                                                                                     | Argentina | 1 de agosto de 2004 - 1 de agosto de 2007 |
| Fuente: Naciones Unidas- Special Adviser of the Secretary-General on the Prevention of Genocide |           |                                           |

## Asesores Especiales sobre la Responsabilidad de Proteger
| Mô Bleeker                                                                                          | Suiza          | 5 de marzo de 2024 - actualidad       |
| George Okoth-Obbo                                                                                   | Uganda         | 2022 - 2023                           |
| Karen Smith                                                                                         | Sudáfrica      | 2019 - 2021                           |
| Ivan Šimonović                                                                                      | Croacia        | 2016 - 2018                           |
| Jennifer Welsh                                                                                      | Canadá         | 2013 - 2015                           |
| Edward Luck                                                                                         | Estados Unidos | 21 de febrero de 2008 - junio de 2012 |
| Fuente: Naciones Unidas - Special Adviser of the Secretary-General on the Responsibility to Protect |                |                                       |